# Гострота зору

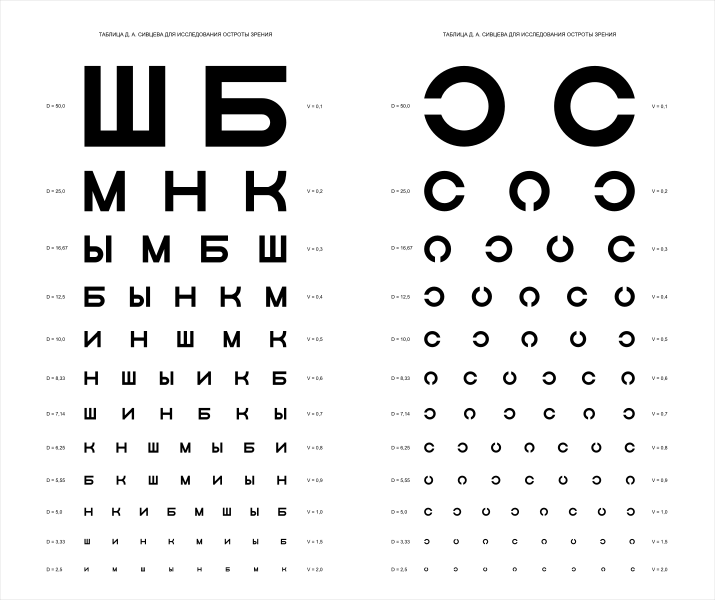
Таблиця Головіна (праворуч) — Сівцева (ліворуч)

Гострота зору (рос. острота зрения, англ. visual acuity) — здатність очей бачити дві максимально зближені точки окремо. Величина зображення на сітківці залежить від кута зору.
Гострота або чіткість зору, особливо форма зору, яка залежить від оптичних і нервових факторів, тобто гостроти фокусу сітківки, здоров'я і функціонування сітківки, чутливості деяких ділянок мозку. 
Кут зору – це кут, який утворюється між двома крайніми точками предмета і вузловою точкою ока.
Це відбувається в тому випадку, коли зображення потрапляє на 2 колбочки, розділені однією незбудженою колбочкою. Така можливість є за умови, якщо точки знаходяться під кутом в 1' (кут альфа). При цьому зображення точок на сітківці знаходиться на відстані 4-4,5 мкм.
Гострота зору (візус) оцінюється у відносних величинах і в нормі дорівнює одиниці. Пониженою гострота вважається в тому випадку, якщо вона менша як  0,9, збільшеною – при 1,4-2,0.

## Історія
Типи тестів перевірки гостроти зору винайдені в 1843 році німецьким офтальмологом Генріхом Кюхлером (1811-1873), в Дармштадті, Німеччина. Він наводить аргументи на користь необхідності стандартизувати тести перевірки гостроти зору.
Лікар і вчений запропонував оформляти символи на таблицях таким чином, щоб кожен зі знаків охоплював кут зору в 5 хвилин, при цьому деталі оптотипів повинні займати 1 хвилину. Під деталлю символу варто розуміти товщину ліній і проміжок між лініями. Наприклад, якщо ми розглядаємо оптотип Е, то він складається з ліній і проміжків, які по довжині в деяких ділянках можуть відрізнятися в 5 разів. Для того щоб виключити ймовірність вгадування букви пацієнтом, то було прийнято рішення створити таблиці зі зручними й ідентичними символами, які можуть однаково сприйматися як неписьменними людьми, так і представниками всіх національностей.
Едуард Ягер фон Яксталь, віденський окуліст, покращує види випробувань очних діаграм, розроблені Генріхом Кюхлером. Він публікує німецькою, французькою, англійською та іншими мовами набір зразків для перевірки гостроти зору. Він використовує шрифти, які були доступні в Державній друкарні у Відні у 1854 році, і позначає їх номерами з цього каталогу друкарні, що називаються цифрами Ягера.
У 1862 році Герман Снеллен, голландський офтальмолог, публікує в Утрехті свою роботу «Optotypi ad visum determinandum» («Probebuchstaben zur Bestimmung der Sehschärfe»), першу візуальну діаграму на основі роботи «Оптотипи», яка виступає за необхідність стандартизованих тестів зору. Оптотипи Снеллена не ідентичні тестам, які використовуються сьогодні (В США та Канаді). Вони були надруковані шрифтом «Egyptian Paragon» (тобто з використанням зарубок).
У 1888 Едмунд Ландольт запропонував використовувати як оптотипи незамкнуті кола різного діаметру (кільця Ландольта). Пацієнту необхідно визначити, з якою саме сторони в окружності розташовується розрив.
У 1894 Теодор Вертхайм у Берліні представляє докладні вимірювання гостроти периферійного зору.
У 1978 Х'ю Тейлор використовує ці принципи для проектування таблиці «Tumbling E Chart» для неписьменних, які пізніше використовувалися для вивчення гостроти зору австралійських аборигенів.
У 1982 Рік Ферріс з Національного інституту очей вибирає макет діаграми LogMAR, що реалізується за допомогою букв Слоана, для встановлення стандартизованого методу вимірювання гостроти зору для раннього лікування діабетичної ретинопатії (ETDRS). Ці схеми використовуються у всіх наступних клінічних дослідженнях, і багато зробили для ознайомлення професії з новим плануванням і прогресією. Дані з ETDRS використовувалися для вибору літерних комбінацій, які надають кожному рядку таку ж середню складність, без використання всіх букв на кожному рядку.
У 1984 Міжнародна рада з офтальмології схвалює новий стандарт для вимірювання візуальної гостроти, який також включає вищезгадані особливості.
У 1988 Антоніо Медіна і Бредфорд Хауленд з Массачусетського технологічного інституту розробили нову діаграму тестування очей, використовуючи букви, які стають невидимими при зниженні гостроти, а не розмиті, як у стандартних графіках. Вони демонструють довільну природу фракції Снеллена і попереджають про точність гостроти зору, яка визначається за допомогою графіків різних типів букв, каліброваних системою Снеллена.

## Гострота зору з боку медицини
Під гостротою зору варто розуміти здатність ока розрізняти дрібні частини спостережуваного об’єкта. Око здорової людини здатне розрізняти дві точки при куті між ними в 1 хвилину (1/60 частина 1 градуса). Цей кут називають мінімальним кутом дозволу ока (MAR). Гостроту зору визначають як параметр зворотного мінімального значення кута. Таким чином, при MAR 1 гострота зору буде дорівнює 1, а при MAR 2 хвилини гострота зору складе 0,5.
Найчастіше гостроту зору перевіряють за допомогою спеціальних таблиць. Такий огляд може бути проведений в профілактичних цілях або ж у зв’язку зі зверненням пацієнта з певними скаргами. Для перевірки гостроти зору лікарі найчастіше застосовують спеціальні таблиці. Кожне око досліджується окремо, оскільки гострота зору на кожному з них може бути не однаковою.
Гострота зору – це здатність ока розрізняти дві точки на мінімальній між собою відстані. Нормою вважається гострота зору величиною в одиницю (або 100%). При цьому людина може мати гостроту зору вище 100%, але в більшості випадків цей показник нижче одиниці.

## Зорові функції
Зір – це п'ять зорових функцій: 
1. центральний зір;
2. кольоросприйняття;
3. периферичний зір;
4. світлосприйняття (сутінковий зір);
5. бінокулярний зір.[15]

### Центральний зір
Забезпечує ясне бачення предметів. Центральний зір характеризується гостротою зору, що залежить від мінімальної відстані між двома крапками, які око сприймає окремо. У XVIII ст. астроном Гук зазначив, що дві зірки в телескоп можна бачити лише тоді, коли на них дивитися під кутом не менше, ніж 1°. Саме кут зору в 1° вважають за нормальну його гостроту і приймають за рівну одиницю (visus = 1,0). На сітківці цій величині відповідає ділянка в 0,004 мм² – це приблизно діаметр колбочки ока (0,003–0,004 мм²). Тільки в разі якщо зображення потрапить на дві колбочки, відокремлені одна від одної третьою, забезпечується окреме сприйняття двох точок. Точно визначити гостроту зору можна за мінімальним його кутом для даного ока, тобто мінімальною відстанню між двома точками, за якої вони сприймаються окремо (minimum separabile). 
Гостроту зору на практиці визначають не за поняттям minimum separabile, а за здатністю органа зору розрізняти дрібні деталі предмета (minimum visibile). Саме на цих двох принципах у 1862 р. голландець Г. Снеллен розробив і запропонував таблицю для визначення гостроти зору. Усі літери в ній видно на певній відстані під кутом 5°, а їхні деталі – 1°. 
На гостроту зору впливає якість освітлення: в умовах монохромного світла зір вищий, надто в жовтій частині спектра. Чіткіше сприйняття предметів відбувається при бінокулярному зорові, ніж під час розглядання їх кожним оком окремо. Це можна пояснити тим, що в разі закриття одного ока зіниця другого розширюється, і гострота зору відтак знижується. Також відіграють роль інші чинники – точніша фіксація очей за умови бінокулярного зору, психологічний момент тощо. 

### Кольоросприйняття
Око в нормі сприймає три основні кольори спектра: зелений, червоний, синій, а також має можливість розрізняти близько 160 різних відтінків. Усе різноманіття кольорів створюється завдяки змішуванню трьох основних кольорів. До ахроматичних відносяться білий, сірий, чорний кольори, в яких людське око розрізняє до 300 різних відтінків. Усі ахроматичні кольори характеризуються яскравістю, тобто ступенем наближення його до білого кольору. Хроматичні кольори характеризуються колірним тоном, яскравістю й насиченістю. 
Виділяють три групи кольорів: 
1. довгохвильові – червоний і помаранчевий;
2. середньохвильові – жовтий і зелений;
3. короткохвильові – блакитний, синій і фіолетовий.

За межами хроматичної частини спектра знаходяться невидимі неозброєним оком довгохвильове – інфрачервоне і короткохвильове – ультрафіолетове випромінювання. Унаслідок вроджених особливостей або захворювання один із цих кольорів у сприйнятті оком може випадати. Люди, які сприймають три основні кольори, є трихроматами. Досліджується кольоросприйняття за допомогою поліхроматичних таблиць Рабкіна.
Розлади кольоросприйняття можуть проявлятися аномальним сприйняттям кольорів, яке називається кольороаномалією, чи аномальною трихромазією, або повним випадінням одного з трьох компонентів – дихромазією. В окремих випадках спостерігається тільки чорно-біле сприйняття – монохромазія. 

### Периферичний зір
Дозволяє орієнтуватися в просторі. Він вимірюється величиною поля зору (простір, який бачить нерухоме око). Усе, про що йшлося вище, стосувалося центрального зору, який забезпечують близько 8 млн колбочок центральної ямки жовтої плями сітківки. Решта сітківки має світлочутливі елементи – палички (близько 180 млн), завдяки їм око має здатність до периферичного зору, а також спроможне орієнтуватися в умовах різного освітлення (адаптація у темряві). 

#### Поле зору
Поле зору – це сукупність усіх точок простору, що сприймаються нерухомим оком. Кожне око має поле зору, обмежене частинами обличчя, які його оточують – спинкою носа та надбрів'ям. Залежно від будови й розташування цих частин у різних людей поле зору може бути неоднаковим.
Методи дослідження поля зору: периметрія, кампіметрія, контрольний метод. Периметрію проводять за допомогою спеціальних приладів – периметрів. Сучасні їх моделі – сферопериметри повністю або напівавтоматизовані та комп'ютеризовані. 

### Світлосприйняття (сутінковий зір)
Забезпечує здатність бачити при малому освітленні та в сутінках. У сутінках ми не розрізняємо кольорів (саме через це виник вислів уночі всі кішки сірі). Порушення сутінкового зору може бути вродженим або набутим (у результаті авітамінозу чи захворювання). Таке порушення називається гемералопією.
Світлосприйняття забезпечується паличковими нейрорецепторами сітківки. Для дослідження світлової чутливості використовуються контрольні проби та адаптометри. Найпростішою пробою є спостереження за діями обстежуваного в затемненому приміщенні. Можна провести спеціальну пробу Кравкова – Пуркинє. На кути чорного картону, розміром 20 х 20 см наклеюють 4 квадрати розміром 3 х 3 см з блакитного, жовтого, червоного та зеленого паперу. Кольорові квадрати показують у затемненій кімнаті на відстані 40–50 см від ока. В нормі стає помітним жовтий квадрат, потім блакитний. 

### Бінокулярний зір
Бінокулярний зір — це зір двома очима, при якому в мозку зображення зливається в єдиний образ. Завдяки бінокулярному зору можна визначати відстань до предмета, взаємне розташування предметів.

## Визначення гостроти зору
Для визначення гостроти зору використовуються чорно-білі таблиці, освітлені світлом не менше 100 люкс. За кордоном використовуються таблиці Снеллена, в Україні – таблиці Головіна, що складені з таблиць Сівцева та кіл Ландольта (для неосвічених). Для визначення гостроти зору в дітей розроблена таблиця із зображенням фігурок (таблиця Орлової). Усі таблиці побудовані за таким принципом, що деталі знаків (літер, кіл) або штрихи помітні під кутом у V, (кут альфа), а весь знак – у 5'. Під деталлю знака розуміють і проміжки між штрихами.
Таблиця Сівцева являє собою зображення літер різного розміру, розміщені в 12 рядах. Зліва від кожного ряду вказана відстань, з якої людина, що проходить обстеження, має бачити букви цього ряду при гостроті зору 1.0. Праворуч – гострота (візус) для відповідного ряду, при обстеженні на відстані 5 м (за кордоном 6 м). Таблиці розміщують на рівні очей людини, яка проходить обстеження. Відстань 5-6 м наближається до точки безкінечності, тому світлові промені при цьому йдуть паралельно й око не акомодує. Якщо відстань зменшується, то світлові промені розходяться, що потребує участі апарату акомодації. У діапазоні від найвіддаленішої та найближчої точок чіткого бачення гострота зору постійна.
Дослідження кожного ряду обов'язкове, оскільки при астигматизмі людина, яка проходить обстеження, може робити помилки у верхніх рядках, а в нижніх – читати літери правильно. Обстежується кожне око окремо, інше в цей час повинне бути повністю закрите щитком. Якщо приміщення не забезпечує відстань у 5 м, можна використовувати формулу Снеллена: {\displaystyle VISUS=d/D}, де {\displaystyle V} – візус, {\displaystyle d} – це відстань, з якої пацієнт бачить даний символ, {\displaystyle D} – це відстань, при якому здорове око бачить символ цієї величини (табличне значення, зазвичай вказується зліва в таблицях).

### Методика перевірки гостроти зору
Якщо пацієнт стоїть на відстані 5 метрів, то кожен рядок таблиці відповідає величині зору в 0,1. Таким чином, якщо пацієнт розрізняє символи на 10 рядку, то його гострота зору дорівнює 1.
Як правило, дослідження гостроти зору починають з правого ока. Інше око повинно закриватися спеціальним щитком. Іноді лікар може дозволити пацієнтові прикрити одне око долонею, але при цьому не повинно здійснюватися ніякого тиску на око, оскільки це може знизити гостроту зору.

## Подвійність сітківки
Подвійність обумовлена наявністю в сітківці фоторецепторних клітин двох типів (колбочок і паличок), які відрізняються не лише структурно, але й функціонально.
1. Колбочки забезпечують центральний, а палички – периферійний зір.
2. Колбочки є рецепторами денного, або фотопічного зору, а палички – нічного, або скотопічного зору. Це зумовлено відмінністю білкової частини зорових пігментів у колбочок і паличок. У колбочках білок фотопсин, а в паличках – скотопсин.
3. Колбочки забезпечують хроматичний, а палички – ахроматичний (безколірний) зір.
4. Колбочки забезпечують чіткий, а палички – нечіткий зір. Це зумовлено тим, що рецепторні ділянки гангліозних клітин від колбочок значно менші (не більше 50 мкм), ніж від паличок (до 250 мкм). Крім того, від центральної ямки йдуть від колбочок шляхи, які забезпечують зв'язки за принципом 1:1, тобто одна рецепторна клітина контактує з однією біполярною, а одна біполярна – з однією гангліозною. Таке співвідношення зберігається між клітинами до кори великих півкуль.
5. Чутливість паличок до світла в 30-300 разів більша, ніж у колбочок, тому при ураженні колбочок розвивається світлобоязнь; людина бачить при слабкому світлі, але сліпне при яскравому освітленні.[16]

## Таблиці для перевірки гостроти зору
Людям за 40 років рекомендується відвідувати офтальмолога один раз в рік; молоді від 17 до 40 років треба перевірятися в окуліста раз на два роки; дітям від 6 до 17-ти – два рази на рік, а дітям до 6 років рекомендується щорічне обстеження.
Для об’єктивної якісної діагностики гостроти зору необхідно дотримання ряду умов офтальмологічного огляду. В першу чергу слід подбати про те, щоб таблиці для перевірки гостроти зору були добре і рівномірно освітлені. Для цих цілей таблиці поміщають у спеціальний освітлювач з дзеркальними стінками (апарат Рота), в якому правильно розподіляється світло. Для діагностики гостроти зору, як правило, застосовуються таблиці з декількома рядами знаків, які називаються оптотипи. У різних таблицях в якості оптотипів застосовуються букви, цифри, смуги, гачки, малюнки та інші символи.

#### У країнах колишнього СРСР
У країнах колишнього СРСР найбільшого поширення набули таблиці Сівцева і Головіна, які стали застосовуватися з 1923 року. В таблиці зображені букви й кільця різних розмірів. В таблиці 12 рядків, у кожному з яких кілька оптотипів однакового розміру і приблизно ідентичною розрізнюваності. Тестовою відстанню для таблиць Сивцева і Головіна становить 5 метрів, а гостроту зору записують у вигляді десяткового дробу.

### Таблиця Сівцева
Принцип діагностики базується на читанні літер різних розмірів і товщини 
У таблиці використовуються тільки 7 букв алфавіту: Ш, Б, М, Н, К, И (Ы), І (И). 
Умовно заведено вважати, що очей з гостротою зору 1,0 здатний побачити роздільно дві далекі точки, якщо кутова відстань між ними дорівнює одній кутовий хвилині (1/60 градуса). При відстані 5 метрів це відповідає 1,45 міліметра —  таким має бути відстань між найближчими паличками літери «Ш» в десятому рядку на перевірчій таблиці.

### Таблиця Орлової
Таблиця Орлової визначає гостроту зору подібно до таблиці Сівцева, однак на відстані 2,5 метра і виключно для дітей, які ще не знають алфавіту. На 12-ти рядках таблиці зображені різні геометричні форми, фігури тварин і силуети рослин.

#### Особливості перевірки зору у дітей
- До дослідження доцільно підвести дитину до таблиці й попросити назвати зображені на ній предмети (щоб вона могла зрозуміти, що від неї зажадають і було зрозуміло як вона називає кожне зображення).
- Через те, що під час дослідження діти швидко втомлюються, краще, почавши з верхнього ряду таблиці, показувати дитині в кожному ряду тільки по одній чи кілька картинках.
- Якщо дитина не зможе назвати картинку в певному ряду, то вказують всі інші картинки даного ряду, потім вище розташованого ряду і так далі (поки не буде правильно названо переважна кількість картинок в одному ряду). Цей ряд і визначить гостроту зору в обстежуваної дитини.[17]

### Таблиця Головіна
У цій таблиці використовується літера «Ш», яка повернена в різні сторони. Зір перевірятися на відстані 2,5 метра. Якщо людина може розрізнити поворот літери «Ш», то із зором усе гаразд.

Таблиця Снеллена

- При еметропії точка ясного бачення перебуває ніби в нескінченності. Для людського ока «нескінченність» починається на відстані 5 метрів: при розташуванні предмета не ближче 5 метрів на сітківці ока з еметропією збираються паралельні промені. Саме тому перевірку гостроти зору здійснюють з такої відстані.[17]

### Таблиця Снеллена
Її застосовують переважно за кордоном, особливо в США та Канаді. Принципом цієї, як і переважно більшості інших таблиць, є те що літери великого розміру – у верхніх рядках і їх розмір зменшується донизу таблиці.

#### Особливість
Якщо в людини 100-відсотковий зір, то вона може прочитати кожен рядок із відстані 60, 36, 24, 18, 12, 9, 6 і 5 метрів (що дорівнює 100, 70, 50, 40, 30, 25 і 20 футів відповідно) аж до червоної лінії. 
Для діагностики обстежуваний сідає на дистанції 6 метрів (20 футів) від плаката. Просять закрити одне око, а іншим читати літери. Нижній ряд, який пацієнт зможе розрізнити, й буде вказувати на рівень гостроти зору. Норма дорівнює 6/6 (або 20/20). При цьому обстежуваний може прочитати й рядок із відстані 6 метрів (20 футів). Якщо він бачить тільки 5 рядків, то гострота зору за шкалою Снеллена дорівнює 6/12 (20/40). У цьому випадку, щоби прочитати 5-й рядок, йому потрібно підійти до плаката на відстань 6 метрів (20 футів). Хоча обстежуваний із хорошим зором побачить цей рядок із 12-ти метрів (40 футів). Якщо з відстані 6-ти метрів людина бачить тільки перший рядок, то, скажімо, в США цього пацієнта визнають «формально сліпим».

## Вікові особливості зору
У новонародженого перевіряють наявність зору реакцією зіниці на світло кожного ока. До півроку життя дитини гострота зору збільшується від тисячних доль одиниці до десятих. До 2–3 років гострота зору складає 0,5. Надалі вона зростає і в середньому відповідає 1,0, а в 15–25% випадків дорівнює 1,5–2,0. Після 40 років розвивається вікове ослаблення акомодації – пресбіопія.
Кольоросприйняття розвивається паралельно з гостротою зору. У дітей до 1 року перевірити його точно можливо за допомогою реакції дитини на однакові іграшки, але з різним забарвленням. Поле зору в дітей до 3-х років перевіряють орієнтовним методом, а після 3-х років – за допомогою приладів. 
Наявність бінокулярного зору сприяє глибинному сприйняттю предметів. Монокулярний зір призводить до косоокості. 

## Проблеми пов'язані з зором у людей різного віку
Найбільш розповсюдженими проблемами із зором, що можуть почати розвиватись ще у дитинстві, є:
• Короткозорість (міопія), яка виявляється у неможливості сфокусуватись на далеко розташованих предметах.
• Далекозорість (гіперопія), яка виявляється у неможливості сфокусуватись на близько розташованих предметах.
• Ліниве око (амбліопія), що є ослабленням зору, яке зумовлене функціональними розладами зорового аналізатора, часто з’являється у дитячому віці. Це захворювання можна вилікувати, якщо діагностувати його на ранніх стадіях.

### Зір підлітків
Дуже важливо дотримуватись здорового способу життя у шкільному та молодому віці. Дієта, багата вітамінами, може вплинути на здоров'я очей і допомогти зберегти зір. Достатня кількість фізичних вправ та обмеження у часі, проведеному за екраном, також можуть допомогти очам залишатись здоровими.

### Зір людей дорослого та середнього віку
Проблемою для людей дорослого та середнього віку є виникнення пресбіопії, це вікова особливість, пов'язана з тим, що з віком кришталик ока втрачає гнучкість. Усе це призводить до нездатності сфокусуватися на близько розташованих об'єктах, а також виникають труднощі під час переходу між близько та далеко розташованими об'єктами. Пресбіопія – це не те ж саме, що далекозорість. Вона починається, як правило, у віці близько 40 років, але пресбіопію, зазвичай, можна виправити за допомогою мультифокальних контактних лінз.Обстежуйтесь в окуліста не рідше, ніж раз на рік. Звертайтесь до лікаря, коли ви відчуваєте будь-які зміни у вашому нічному зорі або під час керування автомобілем.

### Зір людей похилого віку
З віком приходить безліч нових проблем зі здоров'ям очей. Катаракта, глаукома та вікова макулярна дегенерація приносять відчуття болі та дуже негативно впливають на якість зору:
• Катаракта спричиняє затуманений або мутний зір через втрату прозорості кришталика ока. Дане захворювання зазвичай лікується хірургічним шляхом.
• Глаукома є результатом підвищення тиску в очному яблуці, який викликає пошкодження зорового нерва. Дане захворювання лікується за допомогою крапель для очей або, у деяких випадках, хірургічним шляхом.
• Вікова макулярна дегенерація (ВМД) вражає центральний, а не периферійний зір.

## Масштаби  гостроти зору
| Фут     | Метр  | Дробом | LogMAR |
| ------- | ----- | ------ | ------ |
| 20/200  | 6/60  | 0.10   | 1.00   |
| 20/160  | 6/48  | 0.125  | 0.90   |
| 20/125  | 6/38  | 0.16   | 0.80   |
| 20/100  | 6/30  | 0.20   | 0.70   |
| 20/80   | 6/24  | 0.25   | 0.60   |
| 20/63   | 6/19  | 0.32   | 0.50   |
| 20/50   | 6/15  | 0.40   | 0.40   |
| 20/40   | 6/12  | 0.50   | 0.30   |
| 20/32   | 6/9.5 | 0.63   | 0.20   |
| 20/25   | 6/7.5 | 0.80   | 0.10   |
| 20/20   | 6/6.0 | 1.00   | 0.00   |
| 20/16   | 6/4.8 | 1.25   | −0.10  |
| 20/12.5 | 6/3.8 | 1.60   | −0.20  |
| 20/10   | 6/3.0 | 2.00   | −0.30  |
| 20/8    | 6/2.4 | 2.50   | −0.40  |